# Austrocactus bertinii subsp. bertinii
Austrocactus bertinii subsp. bertinii es una  subespecie perteneciente a la familia Cactaceae, endémica del sur de Argentina y Chile, en la Patagonia.

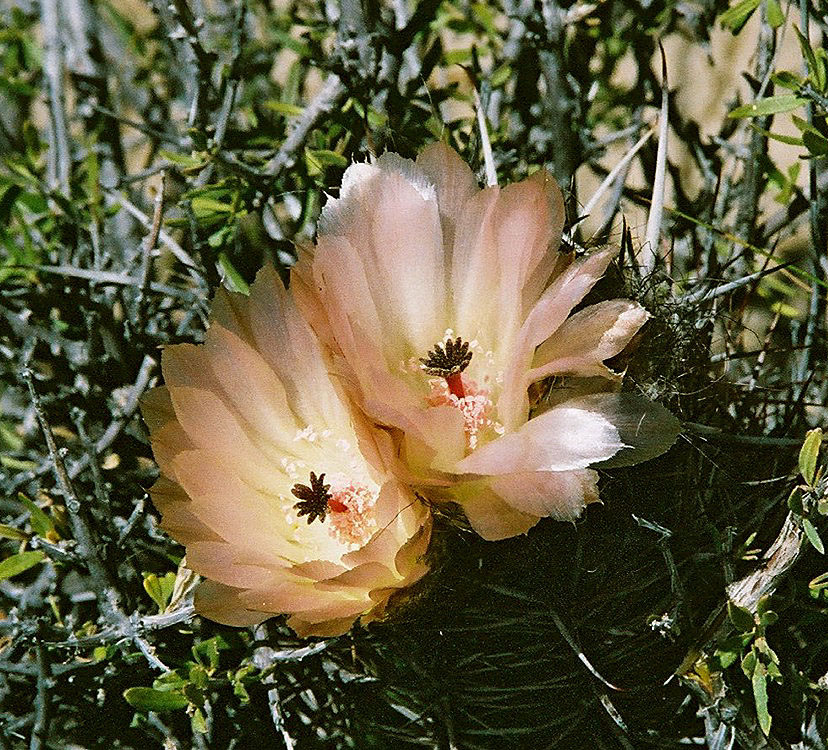
Detalle

## Descripción
Es un cactus ramificado con tallos de hasta 50 cm de longitud y 8 cm de diámetro; tiene de 9 a 12 costillas con tubérculos y 1 a 4 espinas centrales de hasta 4 cm de largo y 6 a 10 radiales. Las flores son de color  rosa pálido de hasta 4 cm de diámetro.

## Taxonomía
Austrocactus bertinii subsp. bertinii fue descrita por (F.A.C.Weber ex Speg.) Hosseus y publicado en Revista del Centro de Estudiantes del Doctorado en Ciencias Naturales 2, no. 6: reprint p. 24, f. 5. 1926.
Etimología
Austrocactus: nombre genérico compuesto de austral y cactus que significa "cactus del sur".
Sinonimia
- Malacocarpus patagonicus
- Notocactus patagonicus
- Cereus patagonicus[2][3][4]

## Nombre común
- Español: cacto patagónico